# اس‌ام یو-۲۵
اس‌ام یو-۲۵ (به انگلیسی: SM U-25) یک زیردریایی بود که طول آن ۶۴٫۷۰ متر (۲۱۲٫۳ فوت) بود. این زیردریایی در سال ۱۹۱۳ ساخته شد.